# María Matilde Alea Fernández
María Matilde Alea Fernández (6 tháng 3 năm 1918 - 9 tháng 11 năm 2006) là một nhà soạn nhạc và giáo viên người Cuba.
Một người gốc Camajuaní, Alea bắt đầu nghiên cứu âm nhạc của mình ở Pinar del Río; Sau đó, cô trúng tuyển tại Nhạc viện Orbón ở Havana. Các tác phẩm của cô bao gồm các tác phẩm dành cho piano, chẳng hạn như Miniaturas ritmicas cubanas năm 1978.